# آرایه متعامد
آرایه متعامد در ریاضیات در منطقه طرح‌های ترکیبی جدولی هست (آرایه) که، ورودی‌های آن از یک مجموعه متناهی ثابت که نوعاً به این شکل {۱٬۲،... ,n} می‌باشد می‌آید و به‌طوری مرتب شده‌اند که یک عدد صحیح t وجود دارد به طوری‌ که برای هر انتخاب از ستون‌های t جدول تمام t تایی‌های مرتب شده براساس ورودی‌هایی که در هر سطر محدود به این ستون‌ها هستند شکل خواهند گرفت. عدد t قدرت آرایه متعامد نامیده می‌شود. اینجا یک مثالی از آرایه متعامد با مجموعه {۱٬۲} و توان ۲ هست:
| ۱ | ۱ | ۱ |
| ۱ | ۲ | ۲ |
| ۲ | ۲ | ۱ |
| ۲ | ۱ | ۲ |
توجه داشته باشید که ۴ تا زوج مرتب توسط سطرهایی که محدود به ستون اول و ستون سوم هستند قرار خواهند گرفت. این‌ها زوج مرتب‌های مرتب و امکان‌پذیری هستند که براساس ستون اول و سوم شکل می‌گیرند. (۱٬۱), (۲٬۱), (۱٬۲) و (۲٬۲) و هرکدام دقیقاً یک بار ظاهر می‌شوند. ستون دوم و ستون سوم هم مجموعه‌های (۱٬۱), (۲٬۱), (۲٬۲) و (۱٬۲) را به ما می‌دهد. دوباره همه زوج مرتب‌ها دقیقاً یک بار ظاهر می‌شود یا به عبارتی می‌توان گفت تکرار نمی‌شوند. با توجه به مواردی که بیان شد برای ستون اول و دوم هم به همین صورت است و زوج مرتب‌ها دقیقاً یک بار ظاهر می‌شوند. در نتیجه در اینجا آرایه متعامد با توان ۲ خواهیم داشت.
آرایه متعامد ایده مربع‌های لاتین متعامد را به فرم جدولی تعمیم می‌دهد. این آرایه‌ها با طرح‌های ترکیبی دیگری در ارتباط هستند؛ و همچنین برنامه‌های کاربردی در بخش طرح آزمایش‌های آماری و تئوری کدینگ و رمزنگاری و انواع مختلفی از تست‌های نرم‌افزاری دارند.